# Lajkonik

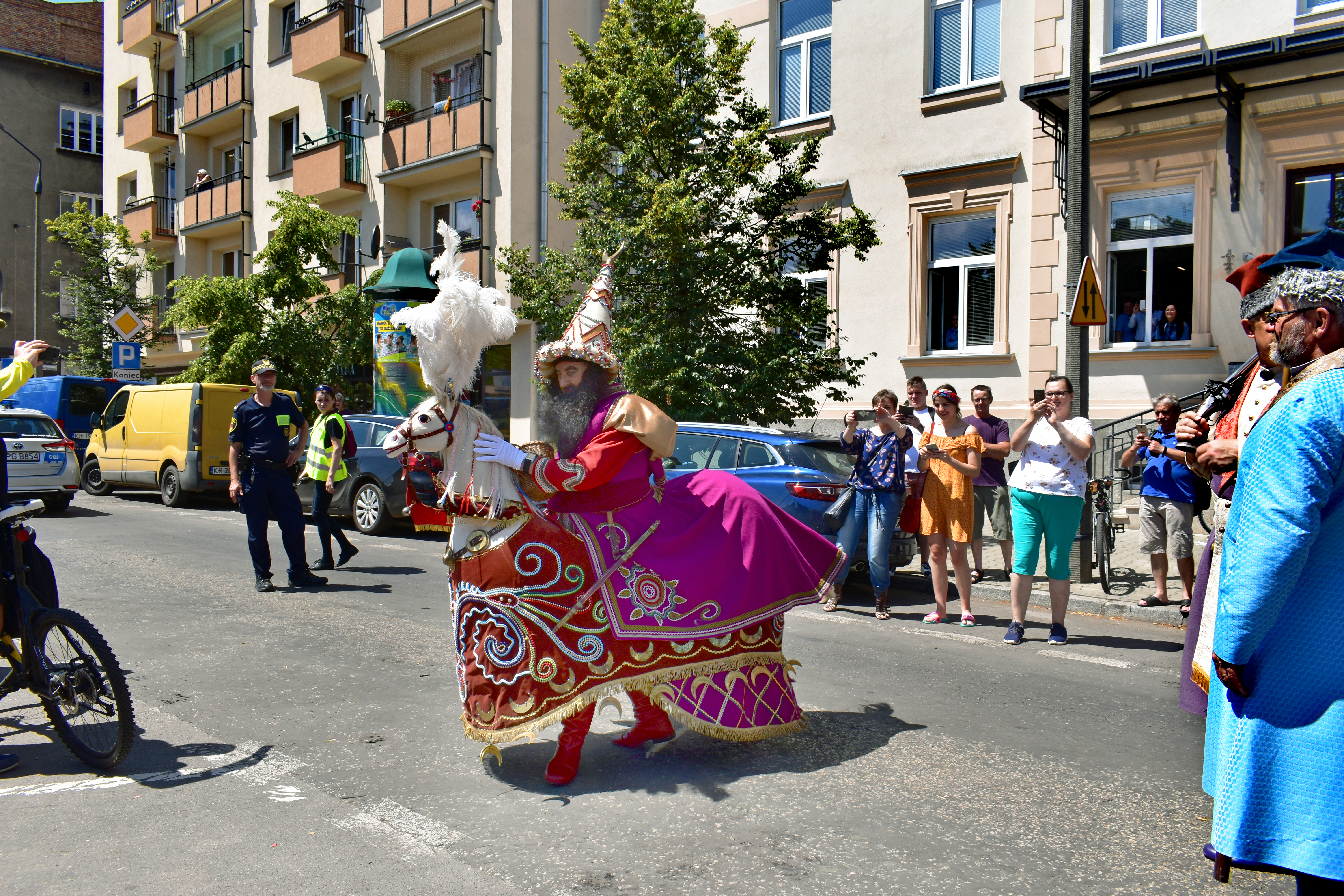
Lajkonik

Krakovský Lajkonik je vedle krakovských Jesliček druhou nejznámější součástí krakovského folklóru.
Město Krakov bylo v letech 1241 a 1257 dvakrát obléháno mongolskou armádou. S těmito dvěma událostmi jsou spojeny dvě krakovské tradice: jednak „Hejnal“ – náhle přerušený signál hraný na trumpetu z věže krakovského kostela Panny Marie, a „Lajkonik“, tedy tatarský jezdec vyzbrojený „žezlem“. 
Krakovský Lajkonik se slaví každoročně 8. den po svátku Božího těla. 
Tradice Lajkonika pochází ze 17. nebo 18. století. Tatarský jezdec na dřevěném koni držící v ruce palcát tančí od kláštera premonstrátek na rynek. Abatyše kláštera, která festival pozoruje z okna, poté symbolicky zaplatí výkupné. Lajkonik je doprovázen lidovými hudebníky.
Již více než sto let má Lajkonik na sobě kostým navržený Stanisławem Wyspiańskim.